# 赵建国 (1965年)
赵建国（1965年10月—），男，江苏如东人，中华人民共和国政治人物。

## 生平
1985年9月至1989年6月，中山大学历史系历史专业学习。1992年5月加入中国共产党。1995年11月，任珠海市政府市长秘书。1999年3月，任珠海市委办公室副主任；2001年6月，任珠海市委副秘书长。2004年5月，任珠海市金湾区委书记，2004年8月任区人大常委会主任、党组书记，区人武部党委第一书记。2007年1月，任珠海市副市长，金湾区委书记，区人大常委会主任、党组书记，区人武部党委第一书记。
2007年4月，任珠海市副市长、党组成员；2008年7月，任市港口管理局局长、党组书记，高栏港经济区党委书记。2011年9月，任珠海市副市长，市港口管理局党组书记，高栏港经济区党委书记；2011年12月，任中共珠海市委常委，副市长，市港口管理局党组书记，高栏港经济区党委书记；2012年1月，任珠海市委常委，市港口管理局党组书记，高栏港经济区党委书记；2012年4月至2012年11月，任珠海市委常委，高栏港经济区党委书记。2012年11月，任珠海市委常委，珠海经济技术开发区（高栏港经济区）党委书记；2015年9月，任珠海市委副书记。2015年12月—2016年12月，兼任市委宣传部部长。